# Place fortifiée de Langres
La place fortifiée de Langres protégeait cette ville à la fin du XIXe siècle.

## Histoire
Après la guerre franco-allemande de 1870 et la perte de l'Alsace-Moselle, le général Séré de Rivières est chargé de construire la ceinture fortifiée de Langres à partir de 1873.
Le général Séré de Rivières a conçu un nouveau type de fort conçu comme une puissante batterie d'artillerie pour interdire le passage d'une armée ennemie. Il revoit l'organisation de la défense de la frontière de l'Est s'appuyant sur quatre camps retranchés entre Meuse et Jura autour de Verdun, Toul, Épinal et Belfort, complété par six forts de liaison entre Verdun et Toul et six autres entre Épinal et Belfort. Placé face à la trouée de Charmes, entre Toul et Épinal, Langres participe à la défense de la première ligne de fortifications en cas de capitulation des places de Toul, Épinal et Belfort.

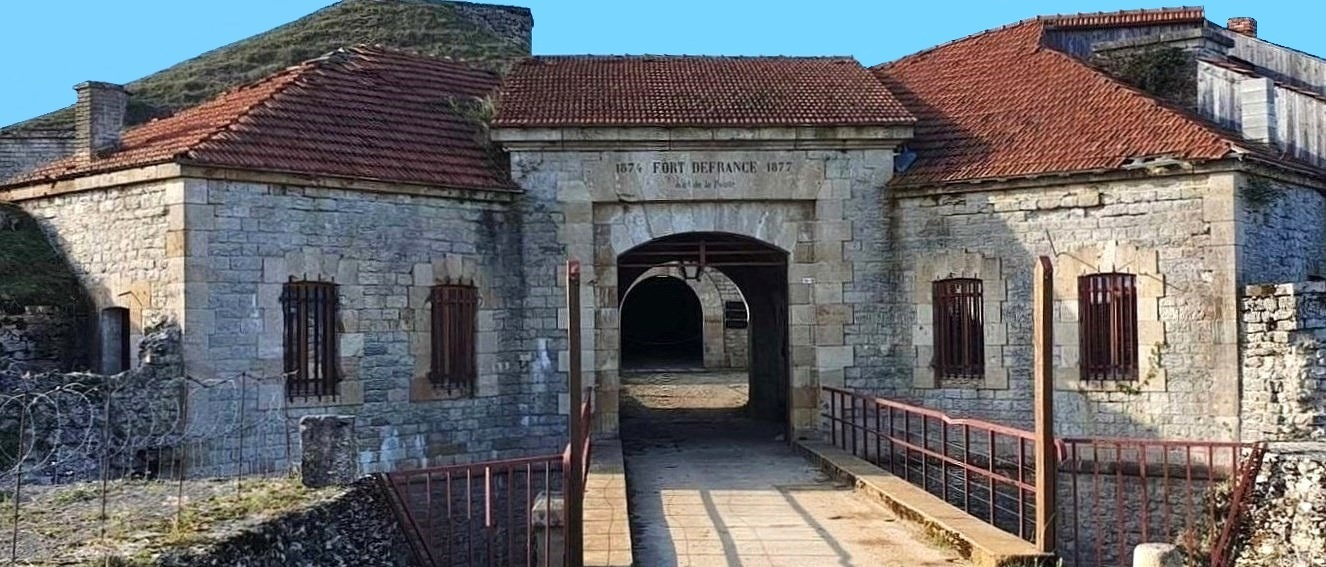
Le fort de la Pointe de Diamant

Plusieurs forts, ouvrages de campagne et batteries sont construits autour de Langres pour protéger la place de Langres et la citadelle :
- fort de Peigney[1],[2], à partir de 1868, terminé en 1870, complété en 1871-1872,
- fort de la Bonnelle[3], à partir de 1868, terminé en 1870, complété en 1871-1872,
- ouvrage de Brévoines[4], en 1870-1871,
- ouvrage de Buzon, en 1870-1871,
- ouvrage de la Marnotte, en 1870-1871,
- fort de Saint-Menge[5], en 1875-1878, réaménagé entre 1880 et 1890,
- fort de Dampierre[6], en 1875-1878, réaménagé entre 1880 et 1890,
- fort de Plesnoy[7], en 1877-1881,
- fort de Montlandon[8],
- fort du Cognelot[9], en 1875-1877,
- fort de la Pointe de Diamant[10], en 1874-1877.

La conception de ces ouvrages a dû tenir compte de plusieurs innovations de l'artillerie dont l'obus-torpille qui a nécessité de réaménager tous les ouvrages existant à partir de 1888 jusqu'en 1905.